# 花月草紙
『花月草紙』（かげつそうし）は、松平定信による江戸時代後期の随筆集。全6巻、全156話。寛政8年（1796年）-享和3年（1803年）の間に成立。擬古文。江戸時代を代表する随筆の1つとされている。『随筆大成』『百家説林』に収録。
白河藩主の元老中であり、寛政の改革を行なったことで知られる彼が、幕閣を引退後に、文学芸術政治、経済や自然現象、日常生活など多岐にわたるあらゆる分野にわたって話題を記したものである。
近代の翻刻に岩波文庫版（西尾実校訂、1939年）がある。